# Angus Stone-diszkográfia
Angus Stone-nak szólókarrierje során 5 stúdióalbuma, valamint 1 közép- és 15 kislemeze jelent meg, valamint 6 dalából készült videóklip, és közreműködött két feldolgozásban is.
Jelölték mind az ARIA, mind az AMP díjaira is.

## Diszkográfia

### Stúdióalbumok
| Cím                | Részletek                                                                                                | Helyezések | Helyezések | Helyezések | Helyezések | Helyezések | Helyezések | Helyezések | Helyezések | Számlista |
| Cím                | Részletek                                                                                                | AUS        | AUT        | BEL        | BEL        | FR         | NED        | NZ         | SWI        | Számlista |
| Cím                | Részletek                                                                                                | AUS        | AUT        | FL         | WA         | FR         | NED        | NZ         | SWI        | Számlista |
| ------------------ | --- | ---------- | ---------- | ---------- | ---------- | ---------- | ---------- | ---------- | ---------- | --- |
| Smoking Gun        | - Álnév: Lady of the Sunshine - Megjelent: 2009. április 3. - Kiadó: CAP / EMI - Formátum: CD, digitális | —          | 45         | —          | —          | —          | —          | —          | —          | 1. Silver Revolver 2. Home Sweet Home 3. White Rose Parade 4. Jack Nimble 5. Big Jet Plane 6. Smoking Gun 7. Daisychain 8. The Wolf 9. Anna 10. Kings Black Magic 11. Dead Man's Train 12. Lady Sunshine 13. Lady Moonshine                                                                                    |
| Broken Brights     | - Álnév: – - Megjelent: 2012. július 13. - Kiadó: CAP / EMI - Formátum: CD, LP, digitális                | 2          | —          | 23         | 26         | 67         | 42         | 37         | 27         | 1. River Love 2. Broken Brights 3. Bird on the Buffalo 4. Wooden Chair 5. The Blue Door 6. Apprentice of the Rocket Man 7. Only a Woman 8. The Wolf and the Butler 9. Monsters 10. It Was Blue 11. Be What You Be 12. Clouds Above 13. End of the World 14. Napoleon's Dream (letölthető változat bónusz dala) |
| Honey Bones        | - Álnév: Dope Lemon - Megjelent: 2016. április 10. - Kiadó: EMI - Formátum: CD, LP, digitális            | 11         | —          | —          | —          | —          | —          | —          | —          | 1. Marinade 2. Uptown Folks 3. Fuck Things Up 4. Coyote 5. How Many Times 6. Stonecutters 7. Honey Bones 8. The Way You Do 9. Won't Let You Go 10. Best Girl |
| Smooth Big Cat     | - Megjelent: 2019. július 12. - Kiadó: EMI - Formátum: CD, LP, digitális                                 | 2          | —          | —          | —          | 44         | —          | —          | 89         | 1. Hey You 2. Salt & Pepper 3. Hey Little Baby 4. Lonely Boys Paradise 5. Give Me Honey 6. Dope & Smoke 7. Smooth Big Cat 8. The Midnight Slow 9. Mechanical Bull 10. Hey Man Don't Look at Me Like That |
| Rose Pink Cadillac | - Megjelent: 2022. január 7. - Angus Stone/BMG - Formátum: CD, LP, digitális                             | 2          | —          | —          | —          | 27         | —          | —          | 33         | 1. Rose Pink Cadillac 2. Kids Fallin’ in Love 3. Howl with Me 4. Stingray Pete 5. Sailors Delight 6. Everyday is a Holiday (Winston Surfshirttel) 7. Lovesick Brain 8. High Rollin’ (Louise Verneuillel) 9. Gods Machete 10. Shadows in the Moonlight                                                          |

### Középlemezek
| Cím          | Részletek                                                                    |
| ------------ | ---------------------------------------------------------------------------- |
| Hounds Tooth | - Megjelent: 2017. február 24. - Kiadó: EMI - Formátum: Digitális, streaming |

### Kislemezek
| Cím                    | Év   | Megjegyzések                                         | Album               |
| ---------------------- | ---- | ---------------------------------------------------- | ------------------- |
| Broken Brights         | 2012 |                                                      | Broken Brights      |
| Bird on the Buffalo    | 2012 | Szerepel a Szerelmes Nina 3. évadjának filmzenéjében | Broken Brights      |
| Wooden Chair           | 2012 |                                                      | Broken Brights      |
| Monsters               | 2013 | Tartalmazza a b-oldalas In the Glow dalt             | Broken Brights      |
| Uptown Folks           | 2016 | Dope Lemon álnév alatt                               | Honey Bones         |
| Marinade               | 2016 | Dope Lemon álnév alatt                               | Honey Bones         |
| Home Soon              | 2017 | Dope Lemon álnév alatt                               | Hounds Tooth        |
| Hey You                | 2019 | Dope Lemon álnév alatt                               | Big Smooth Cat      |
| Salt & Pepper          | 2019 | Dope Lemon álnév alatt                               | Big Smooth Cat      |
| Streets of Your Town   | 2020 | Dope Lemon álnév alatt                               | Songs for Australia |
| Every Day is a Holiday | 2020 | Dope Lemon álnév alatt                               | Rose Pink Cadillac  |
| Kids Fallin’ in Love   | 2020 | Dope Lemon álnév alatt                               | Rose Pink Cadillac  |
| Rose Pink Cadillac     | 2021 | Dope Lemon álnév alatt                               | Rose Pink Cadillac  |
| Stingray Pete          | 2021 | Dope Lemon álnév alatt                               | Rose Pink Cadillac  |
| Howl with Me           | 2022 | Dope Lemon álnév alatt                               | Rose Pink Cadillac  |

### Videóklipek
| Cím                 | Év   | Rendező(k)                   |
| ------------------- | ---- | ---------------------------- |
| Broken Brights      | 2012 | Angus Stone                  |
| Bird on the Buffalo | 2012 | Jessie Hill                  |
| Wooden Chair        | 2012 | Kiku Ohe                     |
| Clouds Above        | 2012 | Angus Stone                  |
| Monsters            | 2013 | Taylor Steele Todd DiCiurcio |
| Coyote              | 2016 |                              |

### Egyéb
| Cím                     | Év   | Megjegyzések                            |
| ----------------------- | ---- | --------------------------------------- |
| River                   | 2007 | Joni Mitchell-feldolgozás               |
| Four Seasons in One Day | 2010 | Crowded House-feldolgozás Paul Kellyvel |